# Pierwsza Księga Nefiego
Pierwsza Księga Nefiego [1 Nefi] (ang. First Nephi) - w religii mormońskiej pierwsza z ksiąg wchodzących w skład Księgi Mormona.
Księga przedstawia dzieje proroka Lehiego, jego rodziny i bliskich, którzy opuszczają Jerozolimę i udają się do ziemi obiecanej.

## Autorstwo i czas powstania
Mormonizm za autora księgi uznaje Nefiego, syna proroka Lehiego. Miał ją napisać ok. 570 r. p.n.e. - 30 lat po opuszczeniu Jerozolimy.
Wędrówka Lehiego i jego bliskich miała rozpocząć się na początku pierwszego roku panowania króla Judy, Sedekiasza.

## Treść[1]
| Część księgi | Opis wydarzeń                                                                   |
| ------------ | ------------------------------------------------------------------------------- |
| 1 Nefi 1-7   | Lehi, jego rodzina i bliscy opuszczają Jerozolimę i wędrują przez pustynię.     |
| 1 Nefi 8-15  | Lehi i jego syn, Nefi, doświadczają wizji.                                      |
| 1 Nefi 16-18 | Bóg prowadzi Lehiego i jego bliskich przez pustynię i ocean do ziemi obiecanej. |
| 1 Nefi 19-22 | Nefi prorokuje o Jezusie Chrystusie i ludzie Izraela.                           |